# وانغ دالي
وانغ دالي (بالصينية: 王大雷) (10 يناير 1989 الصين - ) هو لاعب كرة قدم صيني، يلعب كحارس مرمى.

## وصلات خارجية
وانغ دالي على موقع إي إس بي إن إف سي (الإنجليزية)
- وانغ دالي على موقع قاعدة بيانات كرة القدم.إي يو (الإنجليزية)
- وانغ دالي على موقع ناشيونال فوتبول تيمز (الإنجليزية)
- وانغ دالي على موقع Soccerbase.com (لاعب) (الإنجليزية)
- وانغ دالي على موقع Soccerway.com (الإنجليزية)
- وانغ دالي على موقع عالم كرة القدم.نت (الإنجليزية)
- وانغ دالي على موقع اللجنة الأولمبية الصينية (الإنجليزية)